# Ba Kkwo
Ba Kkwo – trzeci koreański singel Lee Jung-hyun, który już w pierwszym tygodniu zdobył w Korei Południowej ogromną popularność. Został nagrany w roku 1999 i w tym samym znalazł się na pierwszej płycie Lee Jung Hyun – Let's Go To My Star.